# هنري كورنيليوس بيرنت
هنري كورنيليوس بيرنت هو محامي وسياسي أمريكي، ولد في 5 أكتوبر 1825 في مقاطعة إيسكس في الولايات المتحدة، وتوفي في 28 سبتمبر 1866 في هوبكينزفيل في الولايات المتحدة بسبب كوليرا. نشط حزبياً في الحزب الديمقراطي. وقد انتخب عضو مجلس النواب الأمريكي ‏.